# NGC 6314
NGC 6314 ist eine 12,9 mag helle Spiralgalaxie vom Hubble-Typ Sa im Sternbild Herkules am Nordsternhimmel. Sie ist schätzungsweise 303 Millionen Lichtjahre von der Milchstraße entfernt und hat einen Durchmesser von etwa 140.000 Lichtjahren. Vermutlich bildet sie gemeinsam mit NGC 6315 ein gravitativ gebundenes Galaxienpaar.
Im selben Himmelsareal befindet sich u. a. die Galaxie NGC 6308.
Das Objekt wurde am 6. Juni 1863 von Albert Marth entdeckt.